# 杨辉图
杨辉图（1911年—1987年），男，广东大埔人，中华人民共和国军事人物，中国人民解放军少将，曾任广东省军区副政治委员。